# 邱薇而
邱薇而（1980年3月19日—）是台灣女性新聞媒體人，畢業於中國文化大學新聞系
、應用化學研究所。曾任華視新聞資訊台記者、主播、氣象主播及香港東方日報所屬東網電視記者。

## 經歷
當記者前曾任澳門航空、華亞科技 Inotera-元件製程工程師。

### 記者&主播
- 記者：民視、三立、年代新聞台、中視新聞、華視新聞
- 主播：華視新聞資訊台及香港東方日報旗下東網電視
- 網路主播：映像盒工作室FrameBox-ShootPod科技新聞、映像盒工作室FrameBox-薇兒的科技新聞

離開華視
2014年9月30日在Facebook專頁上宣布離開華視，10月1日貼文表示乃因工作表現不佳而離開；文中有二張遭李姓主管斥責的對話照片。不過此文在2日已刪除。引發網友正反二面的聲援和質疑；邱離職的真相成為羅生門。受訪時表示遭主管言語霸凌。決定對該主管提告。離職後又遭媒體爆料更多內幕且求職不順；2014年10月6日起進入香港東方日報擔任記者。
東網電視撤出台灣遭資遣
2015年7月15日東網電視宣布關閉台灣分公司並資遣員工，2014年10月才到《東網》上班至今未滿1年，就又要面臨失業，且也領不到失業補助金，只能先領台幣10萬元資遣費撐著過日子，自嘲：「要吃土了！」。
邱薇而表示，未來也不排斥重操主播舊業，但目前會先沉澱心情，打算和男友出國度假，也喊話希望之後能找到願意用她的公司。。

## 影視演出
連續劇
| 年份   | 劇名                 | 飾演角色 |
| ------ | -------------------- | -------- |
| 2017年 | 《逃婚一百次》       | 新聞主播 |
| 2018年 | 《前男友不是人！？》 | 新聞主播 |

節目演出
| 日期           | 節目名稱               | 集數     | 當集主題                                   |
| -------------- | ---------------------- | -------- | ------------------------------------------ |
| 2012年6月14日  | 三立都會《國光幫幫忙》 | 第1791集 | 我才是真正的正妹搜尋引擎？！               |
| 2016年12月21日 | 三立都會《綜藝大熱門》 | 第883集  | 主播台下的暗潮洶湧！！比後宮鬥的還要兇！？ |

## 外部連結
- 邱薇而的Facebook專頁
- 邱薇而在互联网电影资料库（IMDb）上的資料（英文）
- 邱薇而的Instagram帳戶